# Epicnapteroides marmorata
Epicnapteroides marmorata is een vlinder uit de familie spinners (Lasiocampidae). De wetenschappelijke naam van deze soort is voor het eerst geldig gepubliceerd in 1973 door Pinhey.
De soort komt voor in tropisch Afrika.